# Sant Genís dels Agudells
|  | Per a altres significats, vegeu «Església de Sant Genís dels Agudells». |

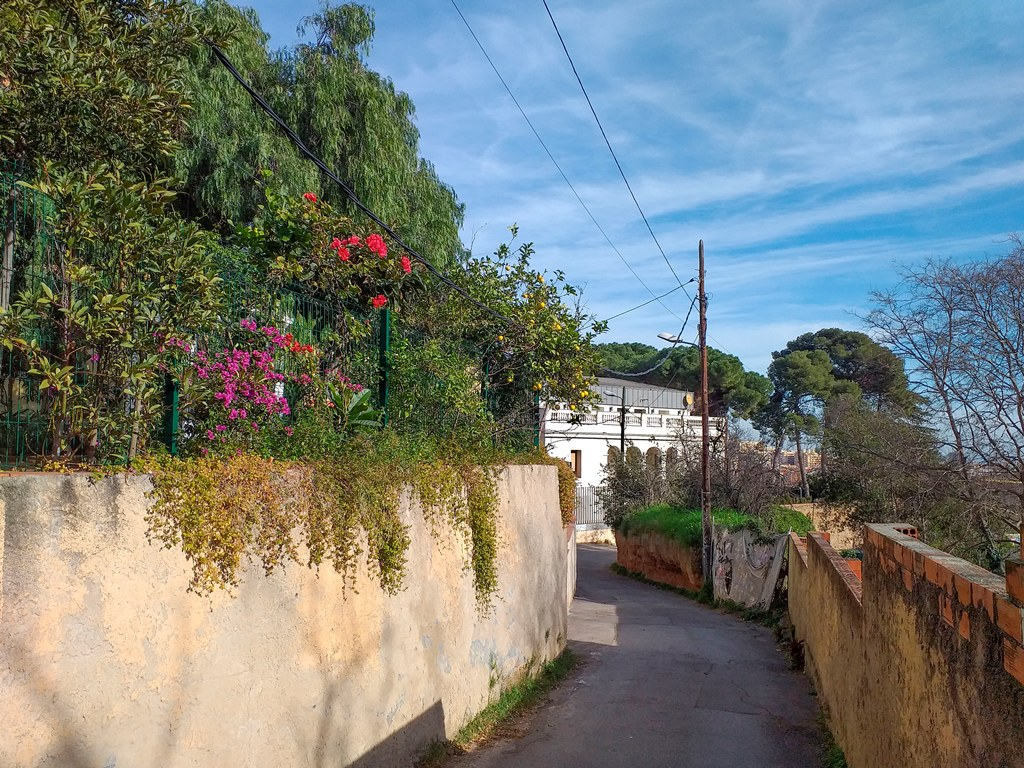
Camí d'Horta a Sant Genís

Sant Genís dels Agudells és un barri del districte d'Horta-Guinardó, de la ciutat de Barcelona. Actualment queda limitat per la Ronda de Dalt, la carretera de l'Arrabassada i la ciutat sanitària de la Seguretat Social de la Vall d'Hebron.

## Història
El mot «Agudells» apareix per primera vegada en documents del segle x, d'origen carolingi i sembla que prové del diminutiu plural d'«agulla» i fa referència a la qualitat d'afilat, agut o punxegut. Al Cartulari de Sant Cugat del Vallès de l'any 986 es pot llegir en la llista de les propietats del monestir: 'in ipsa serra que dicunt Cerola vel Agudellos'.
L'origen del poblament i després barri de Barcelona, és en l'església de Sant Genís dels Agudells, als vessants de la serra de Collserola, una de les parròquies inicials del pla de Barcelona. Es diu que va ser consagrada en temps del comte Sunyer (931) pel bisbe Teodoric de Barcelona. En l'acta de donació, del 4 de juliol del 931, es registra l'existència de 55 llars de foc, lligades a les cinc masies del nucli rural. El lloc sempre havia estat un espai rural amb diverses masies que vivien del conreu, gràcies a la gran quantitat d'aigua de què disposaven. El primer de març de 1396 passà a dependre del monestir de Sant Jeroni de la Vall d'Hebron.
Al barri de Sant Genís del segle xix, han sorgit diversos nuclis de població al llarg del XX, la separació entre els quals accentua ara el traçat de la Ronda de Dalt:
- La Font del Gos, a l'extrem més pròxim al districte de Sant Andreu.
- El Parc de la Vall d'Hebron, a l'extrem més pròxim al nucli urbà del barri d'Horta.
- Sant Genís, a l'entorn de la primitiva església, amb els sectors diferenciats del Lledoner i can Figuerola.
- Montbau, entre Sant Genís i la Font del Gos.
- Can Papanaps i la Font de la Llet, petits i precaris nuclis de població de característiques molt especials.
- La Clota, que si bé té com a únic accés per a vehicles la banda del Carmel, té una entrada de vianant pel camí de la Granja Vella i està prou vinculat històricament al territori de què parlem aquí.
- La Teixonera, entre el Coll i la Ronda de Dalt.

A partir de la segona meitat del segle XX la zona a l'entorn de la fondalada de Sant Genís va patir una transformació urbanística per sobre de les possibilitats del terreny on es va assentar.

## Camí d'Horta a Sant Genís
El camí d'Horta a Sant Genís comunica des de temps antic ambdós nuclis de població. Encara hi ha un parell de trams que es conserven bastant bé, malgrat les profundes transformacions que han patit la Clota i la zona de l'entorn del passeig de la Vall d'Hebron, i que va fins a l'església romànica de Sant Genís dels Agudells. Un dels trams és el que va des de la Clota fins a l'avinguda Cardenal Vidal Barraquer i encara ens podem fer una idea de l'entorn rural que va ser aquesta zona fins fa només uns vint anys. L'altre tram passa per un espai entre la Granja Vella de Martí-Codolar, can Paronet i el Convent de les Mínimes. A partir de la moderna avinguda de Can Marcet el paisatge queda profundament transformat i el camí desapareix. Es pot imaginar, ara passant per asfalt i vies ràpides, fins a l'església de Sant Genís dels Agudells, al vessant de Collserola.